# 普魯捷齊切米吉夫西基河

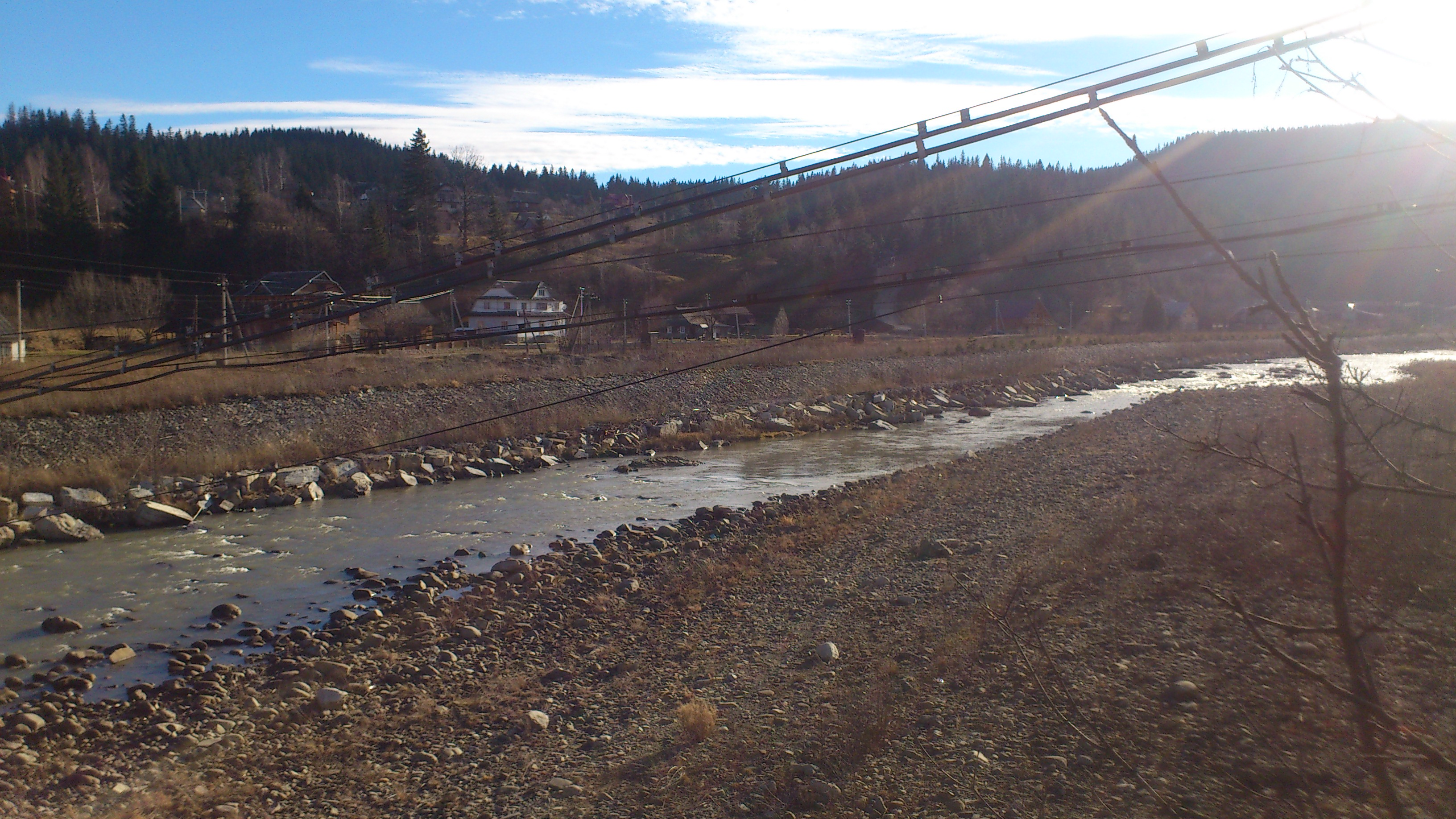

普魯捷齊切米吉夫西基河（烏克蘭語：Прутець Чемигівський），是烏克蘭的河流，位於該國西部伊萬諾-弗蘭科夫斯克州，屬於普魯特河的右支流，發源自米庫利欽東南面，流經納德沃爾納亞區，河道全長21公里，流域面積120平方公里。